# 鹿児島湾

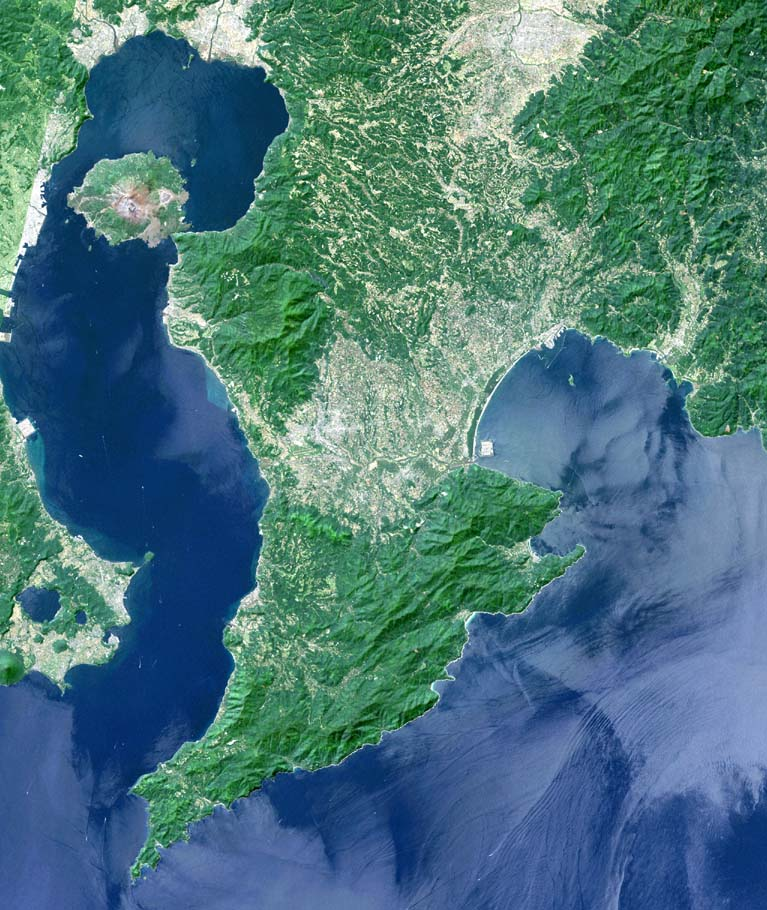
鹿児島湾（写真左）、湾内北部に桜島が位置する。

鹿児島湾（かごしまわん）は、鹿児島県の薩摩半島と大隅半島に挟まれた湾。鹿児島県では錦江湾（きんこうわん）の名称で古くから呼称されている。鹿児島湾は日本百景の一つであり、霧島錦江湾国立公園の南部に位置する。
鹿児島湾の北部、すなわち、霧島市と桜島南端との距離約20㎞を直径とする「姶良カルデラ」は約3万年前の旧石器時代にカルデラ噴火で誕生した。その約3千年後に姶良カルデラ南縁に桜島火山が誕生し、1914年（大正3年）に桜島は「桜島大正大噴火」で鹿児島湾東岸の大隅半島と陸続きとなった。
海域としては、薩摩半島最南端の長崎鼻と、大隅半島南端部の立目崎を結ぶ直線から北側を指す。

## 地理
面積1,130km2、南北約80km、東西約20kmのやや蛇行した形状をなし、北から湾奥部、湾中央部、湾口部の3海域に分けられる。湾奥部と湾中央部の間に活火山である桜島を擁する。平均水深は117mと比較的深く海岸付近の傾斜角が大きい椀形の海底地形となっている。海岸線総延長は約330kmあり、そのうち約60%は護岸など何らかの人工的な措置が施されている。

### 湾奥部
面積250km2、平均水深140m、最大水深206m、南北10-20km、東西約20kmにわたる海域。桜島の北側に位置し姶良カルデラと呼ばれるカルデラ地形を構成する。南部には鹿児島湾唯一の有人島として新島（ただし2014年現在は定住者なし）があり、北部には神造島または隼人三島と総称される辺田小島、弁天島、沖小島がある。
北東部に海底活火山の若尊があり、たぎり（滾り）と呼ばれる火山性噴気活動が確認されている。天降川、別府川などの河川が流入する。沿岸の自治体は鹿児島市、姶良市、霧島市、垂水市。

### 西桜島水道（桜島西側水道）
桜島と薩摩半島の間に位置する水深40m、幅1.9kmの水道（海峡）。桜島フェリーが西桜島水道の両岸ある鹿児島港と桜島港を結んでいる。

### 湾中央部
面積580km2、平均水深126m、最大水深237m、南北約30km、東西約20kmにわたる海域。海底に阿多北部カルデラと呼ばれるカルデラ地形を構成する。甲突川、永田川、神川などの河川が流入する。沿岸の自治体は鹿児島市、垂水市、鹿屋市、錦江町、指宿市。

### 湾口部
面積300km2、平均水深80m、南北約20km、東西幅約10kmにわたる海域。知林ヶ島の南側に位置し阿多南部カルデラと呼ばれるカルデラ地形の東側を構成する。薩摩半島側に山川湾が分岐する。雄川などの河川が流入する。沿岸の自治体は指宿市、錦江町、南大隅町。

## 名称
鹿児島湾は「錦江湾」とも呼ばれており、鹿児島市内には「錦江」の名を含む地名や橋名、学校名、会社名などがある。
島津家第18代当主島津家久（忠恒）が詠んだ和歌「浪のおりかくる錦は磯山の梢にさらす花の色かな」が起源になっているとされ、島津久徴の「黒川記」に由来する文を刻んだ石碑が日木山川河口に建立されている。島津久徴の「黒川記」にある「歌中有錦波二字、因此又呼錦江」から『加治木郷土誌』などでは久徴の時代に黒川河口の入江が「錦江」と名付けられたとしているが、「黒川記」の原文からはあくまでも黒川（日木山川）に「錦江」という別称が生じただけで明治時代に入ってから「錦江」が海の呼称に転化したとする説もある。
江戸時代末期まで鹿児島湾全体を指す固有名詞は存在せず、地誌類では「入海」や「裏海」、「内海」などの普通名詞を使っていた。
1863年（文久3年）の薩英戦争で英国が作製した海図には「KAGOSHIMA BAY」と表記されているほか、同時期のウィリアム・ウィリスの書簡には「The Bay of Kagoshima」の記述がある。1877年（明治10年）5月2日の『鹿児島県日誌第二』には「鹿児島湾」の記述がある。
一方、1891年（明治24）年8月の鹿児島新聞の記事には「錦湾」、同年11月の鹿児島毎日新聞の発刊の祝詞に「錦江」の表現がある。
地図では「鹿児島湾」と記載しているものが多いが、1960年代から住宅地図や分県地図などでは「鹿児島湾（錦江湾）」と併記するものが表れ、その背景には1955年（昭和30年）の錦江湾国定公園指定が一因になっているともいわれている。1964年（昭和39年）に錦江湾国定公園は屋久島地域の編入により霧島屋久国立公園に名称が変更され、2012年（平成24年）の屋久島地域の分離により霧島錦江湾国立公園へ名称が変更された。

## 歴史
鹿児島湾は南北に連なる正断層に沿った地殻の沈降によって形成されたと考えられている。この沈降地形は鹿児島湾の南側にある鬼界カルデラ付近から鹿児島湾、加久藤盆地を経て人吉盆地付近にまで及び、鹿児島地溝と呼ばれている。この地溝に阿多カルデラや姶良カルデラなどの火山地形が加わることによって現在の鹿児島湾ができあがった。約2万5千年前に姶良カルデラで発生した姶良大噴火以前は大隅半島中部に浅い海が広がっており、鹿児島湾と志布志湾が接続していたと考えられている。
桜島は約2万2千年前に鹿児島湾内の火山島として活動を始めた。明治以前は湾内に浮かぶ島であり、島の東側にも水深80m、幅360mの海峡があり瀬戸海峡と呼ばれていた。1914年（大正3年）の桜島大正大噴火によって桜島と大隅半島が繋がり、湾の形状、海流を大きく変えた。
新島は、1779年（安永8年）の桜島安永大噴火の際に海底が隆起して出来た。
ハワイの真珠湾と形が似ていることから、真珠湾攻撃を前にした日本海軍航空隊や連合艦隊が周辺で実戦を想定した入念な秘密演習を行っている。
現在でも鹿児島湾は水深が深い内海であり、チョークポイントでもある大隅海峡にも近く、えびのVLF送信所にも近いことから、日本でも数少ない潜水艦の聖域であり、姶良カルデラは射爆訓練に利用されている。
西水道では鹿児島市街地のすぐ傍を浮上航行中の潜水艦が頻繁に目撃されている。

## 自然環境

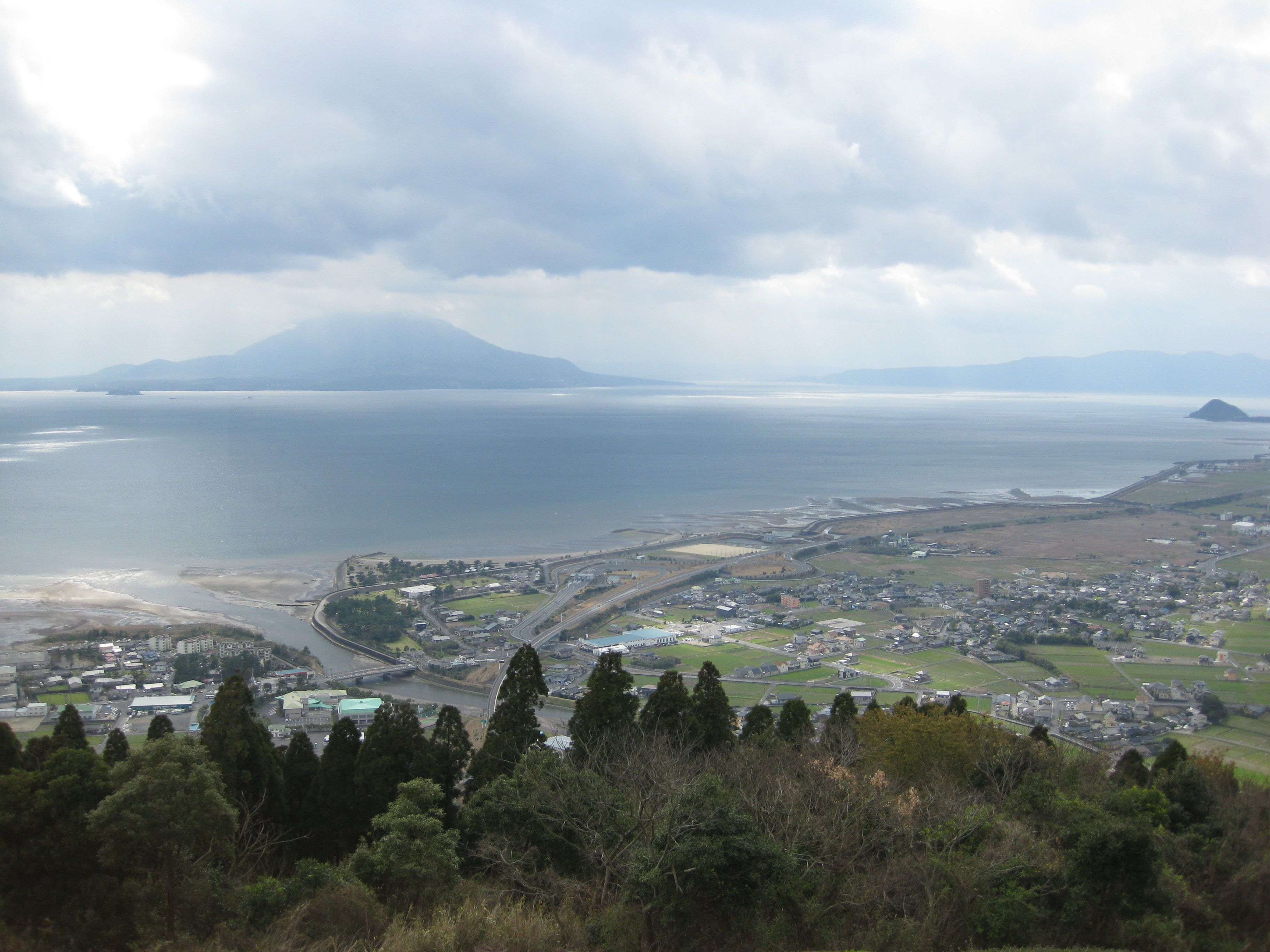
霧島市より望む湾奥部（2009年3月）

霧島錦江湾国立公園のうち錦江湾地域は陸域面積16,200haで海域公園地区もいくつか指定されている（2012年（平成24年）3月現在）。
湾中央部に注ぐ鈴川、米倉川、岩崎川の河口付近（鹿児島市喜入地区）に広がるメヒルギの林は日本におけるマングローブ林の北限であり、米倉川、岩崎川河口のそれは喜入のリュウキュウコウガイ産地の指定名称で国の特別天然記念物になっている。湾奥部、若尊付近の海底にはサツマハオリムシが生息する。
大型の動物相も豊かで、湾内には3種類、300頭を越えるイルカが定住し、沿岸から時折その姿を見ることができる。分布の傾向として、桜島以北の湾奥にはミナミハンドウイルカ、同じく湾奥含め湾全体にハセイルカ、湾口部でハンドウイルカが見られる。また海浜には海亀の産卵場所の南限がある。
湾奥部および湾中央部が深く湾口部が浅いため海水の入れ替わりに時間がかかる。また、流入する河川の流域に約90万人の人口を抱えており、生活排水や産業廃水による水質の悪化が進んでいる。年間数回の頻度で赤潮が発生しており、特に1977年（昭和52年）、1985年（昭和60年）、1995年（平成7年）に大きな漁業被害を受けた。1979年（昭和54年）5月に鹿児島湾水質環境管理計画（鹿児島湾ブルー計画）が策定され、周辺地域の下水道普及などの対策が行われている。
2007年の岡山大学の調査で鹿児島湾の海底活火山「若尊」周辺の深さ約200メートルの海底で、熱水の噴出孔を発見。その後のロボット調査等でレアメタルのアンチモンを大量に含む鉱床が確認された。約90万トンが埋蔵されている可能性があると指摘しているが、今回発見した鉱床については、採掘可能な水深だが内海なので掘削すると海洋汚染による漁業被害が考えられるとも発表している。
同地区の重富干潟が「豊かな風土を後生へ（錦江湾重富干潟）」で、平成24年度国土交通省手づくり郷土賞受賞。

## 港湾
- 湾奥部：重富港、加治木港、隼人港
- 湾中央部：鹿児島港、垂水港、鹿屋港
- 湾口部：指宿港、山川漁港、根占港

## 交通
- 桜島フェリー（桜島桟橋〜桜島港）
- 鹿児島市営行政連絡船（新島・新島港〜桜島・浦之前港）
- 鴨池・垂水フェリー（鴨池港〜垂水港）
- 山川・根占フェリー（山川港～根占港）：フェリーなんきゅう[9]
- 指宿・根占高速船（指宿港～根占港）：高速船なんきゅう（休止中）[注 1]

## 文化
- 文部省唱歌のひとつ、「われは海の子」の詞は、鹿児島湾がモチーフだといわれており、湾に面する鹿児島市内の「祇園之州公園」には、この唄の歌碑が建っている。